# 黒川文雄
黒川 文雄（くろかわ ふみお、1960年12月4日 - ）は、株式会社デックスエンタテインメント代表取締役社長、ブシロード副社長を務め、2012年に退職。現在はフリーランス、メディアコンテンツ研究家としてゲーム企画開発のアドバイザーとプロデュース、ニュース系コラムニスト。個人で運営していると思われる「黒川塾」を開催している。
従妹はマルチタレント（声優・女優）の三森すずこ（黒川鈴子）。

## 来歴
東京都台東区に生まれる。家業は寺院。武蔵大学人文学部欧米文化学科を卒業後、アポロン音楽工業に入社。営業、制作を経て退社後、創業したばかりのギャガ・コミュニケーションズに5年間勤務。その後、セガ・エンタープライゼスへ転職。アーケードゲーム宣伝活動と、セガサターンの導入時期に宣伝関連の業務に携わる。主な宣伝販促は『バーチャファイター』、『デイトナUSA』。また、この頃、ソフトバンクパブリッシングのゲーム雑誌『Dreamcast Magazine』（後の『ゲーマガ』）にコラムを連載していた。セガには3年勤務し退社。
1996年、デジキューブに入社。執行役員、取締役を務める。
2003年7月に独立、インデックスの出資を受けて株式会社デックスエンタテインメントを設立、映画『渋谷区円山町』、『ちーちゃんは悠久の向こう』製作。「悪魔のいけにえ」完全版や「人体解剖マニュアル」などをDVDとしてリリース。オンラインゲーム『アルテイル』を導入。2008年5月末日、代表取締役を退任。
2008年1月19日正午頃、デックスエンタテインメントが運営するオンラインゲーム『アルテイル』でのサーバー障害の発生日に、自身のブログにて「今日は、公私共に年明け最高の一日だったね（特に夕方ね）!!!」と書き、アルテイルプレイヤー達の間で話題になった。ただしこの発言は、『ちーちゃんは悠久の向こう』と『ヒトラーの贋札』の初日が好評であった事への感想であり、サーバー障害への感想では無い。
2008年9月、株式会社ブシロード、副社長に就任。2010年7月末をもって、ブシロードを退社。
2011年1月より、NHN Japan（現 LINE）に所属。コンテンツ営業企画事業部事業部長を務める。PCオンラインゲームの開発企画に携わり、LINE向けの「イージーダイバー」のプロジェクト立ち上げを行った。
2012年末に退職。その後はフリーランスとして、コンテンツアドバイザー、コンサルティング、コラムニスト、黒川塾を開催している。黒川塾へのゲストは丸山茂雄、久夛良木健、堀井雄二などを招聘している。ゴマブックスから電子書籍『エンタメ創造記 ジャパニーズメイカーズの肖像 黒川塾総集編壱』を刊行。
2013年10月、東京大学大学院卒業生が中心となって設立されたITコンサルティング会社mokhaに取締役として入社。

## 連載コラム
いくつかの雑誌、新聞、WEBなどで連載コラムを持つ。
- 『黒川文雄のブラックリターン』（Dreamcast Magazine）
- 『黒川の手帖』（ゲームラボ、2008年4月号 - ）
- 『黒川文雄のサブカル黙示録』（毎日新聞）
- 『エンタメ創世記』（GameBusiness.jp）